# J. Willard Ragsdale
James Willard Ragsdale (* 14. Dezember 1872 in Timmonsville, Florence County, South Carolina; † 23. Juli 1919 in Washington, D.C.) war ein US-amerikanischer Politiker. Zwischen 1913 und 1919 vertrat er den Bundesstaat South Carolina im US-Repräsentantenhaus.

## Werdegang
Willard Ragsdale besuchte die öffentlichen Schulen seiner Heimat und arbeitete danach bei der Verwaltung einer Eisenbahngesellschaft in Wilmington (North Carolina). Danach studierte er an der University of South Carolina in Columbia. Nach einem anschließenden Jurastudium und seiner im Jahr 1898 erfolgten Zulassung als Rechtsanwalt begann er in Florence (South Carolina) in seinem neuen Beruf zu praktizieren. Außerdem engagierte er sich im Bankgewerbe und in der Landwirtschaft. Ragsdale war auch Kurator der South Carolina Industrial School.
Politisch wurde er Mitglied der Demokratischen Partei. In den Jahren 1899 und 1900 saß er als Abgeordneter im Repräsentantenhaus von South Carolina, von 1902 bis 1904 gehörte er dem Staatssenat an. Zwischenzeitlich bewarb er sich erfolglos um den Posten des Attorney General seines Heimatstaates. Im Jahr 1910 scheiterte seine erste Kandidatur für das US-Repräsentantenhaus.
1912 wurde Ragsdale dann aber im sechsten Wahlbezirk von South Carolina in das US-Repräsentantenhaus in Washington gewählt, wo er am 4. März 1913 die Nachfolge von J. Edwin Ellerbe antrat. Nach drei Wiederwahlen konnte er bis zu seinem Tod am 23. Juli 1919 im Kongress verbleiben. In diese Zeit fiel der Erste Weltkrieg. Während seiner Zeit im Kongress wurden der 17. und der 18. Verfassungszusatz verabschiedet.
J. Willard Ragsdale wurde in Florence beigesetzt.